# Нагірне (Бахмутський район)
Нагі́рне — селище Соледарської міської громади Бахмутського району Донецької області в Україні.

## Загальні відомості
Відстань до райцентру становить близько 27 км і проходить автошляхом Т 1302. Біля села тече річка Суха Плітка. Поруч розташоване кар'єр Нирківського родовища гіпсу.

### Російсько-українська війна
Станом на початок травня 2022 року відрізок дороги Т 1302 Лисичанськ — Бахмут став відігравати стратегічно важливу роль, адже це єдиний шлях, що сполучав вільні населені пункти Луганської області з рештою країни.
25 травня 2022 року російським загарбникам вдалось вийти на трасу Бахмут — Лисичанськ у районі сіл Нагірне та Білогорівка. Противник прагне закріпитись та розширити зону прориву. Якщо противник зможе закріпитись, це буде означати оперативне оточення наших військ у районах Сєвєродонецька та Лисичанська. Оточення буде неповним — але залишиться тільки один другорядний шлях.

## Населення
За даними перепису 2001 року населення села становило 14 осіб, із них 64,29 % зазначили рідною мову українську, 7,14 % — російську та 28,57 % — вірменську мову.

## Вірмени
Станом на 2001 рік у селі був найвищий відсоток вірменського населення в Україні — 28,6 % вірменськомовних. Проте в Новій Зорі (друге місце в Україні за відсотком вірменського населення серед жителів) значно більше вірмен, зважаючи, що в Нагірному лише 14 жителів, а в Новій Зорі 154, хоча там відсоток трохи нижчий — 27,9 %.